# Кіскіна Галина Федорівна
Галина Федорівна Кіскіна (нар. 21 жовтня 1930 — ?) — українська радянська діячка, новатор сільськогосподарського виробництва, бригадир колгоспу імені Мічуріна села Мічурінського Білогірського району Кримської області. Депутат Верховної Ради УРСР 10-го скликання.

## Біографія
Освіта середня.
З 1948 року — садовод колгоспу, ланкова, з 1969 року — бригадир садівничої бригади колгоспу імені Мічуріна села Мічурінського Білогірського району Кримської області.
Член КПРС з 1956 року.
Потім — на пенсії в селі Мічурінське Білогірського району АР Крим.

## Нагороди
- орден Леніна
- орден Трудового Червоного Прапора
- медалі